# Gare de Caudrot
La gare de Caudrot est une gare ferroviaire française de la ligne de Bordeaux-Saint-Jean à Sète-Ville, située sur le territoire de la commune de Caudrot, dans le département de la Gironde en région Nouvelle-Aquitaine.
Elle est mise en service en 1855 par la Compagnie des chemins de fer du Midi et du Canal latéral à la Garonne (Midi). 
C'est une halte voyageurs de la Société nationale des chemins de fer français (SNCF) du réseau TER Nouvelle-Aquitaine, desservie par des trains express régionaux.

## Situation ferroviaire
Établie à 21 mètres d'altitude, la gare de Caudrot est située au point kilométrique (PK) 51,066 de la ligne de Bordeaux-Saint-Jean à Sète-Ville, entre les gares de Saint-Pierre-d'Aurillac et de Gironde.

## Histoire
La station de Caudrot est mise en service le 4 décembre 1855 par la Compagnie des chemins de fer du Midi et du Canal latéral à la Garonne (Midi), lorsqu'elle ouvre à l'exploitation la section de Langon à Tonneins de son chemin de fer de Bordeaux à Cette.

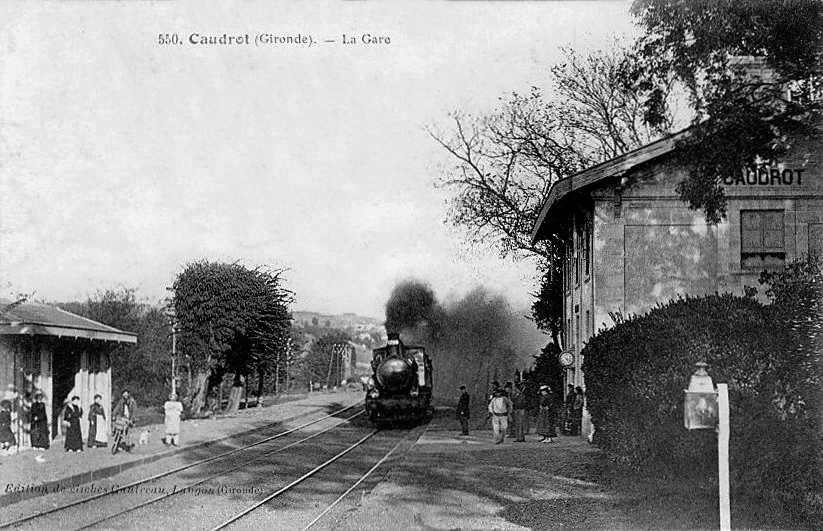
La gare de Caudrot vers 1900.

En 2014, c'est une halte voyageurs d'intérêt local (catégorie C : moins de 100 000 voyageurs par an de 2010 à 2011), qui dispose de deux quais, un abri et une traversée de voie à niveau par le public (TVP). L'ancien bâtiment voyageurs et l'abri de la Compagnie du Midi ont disparu.

## Fréquentation
De 2015 à 2023, selon les estimations de la SNCF, la fréquentation annuelle de la gare s'élève aux nombres indiqués dans le tableau ci-dessous :
| Année           | 2015  | 2016  | 2017  | 2018  | 2019  | 2020  | 2021  | 2022  | 2023   |
| --------------- | ----- | ----- | ----- | ----- | ----- | ----- | ----- | ----- | ------ |
| Voyageurs seuls | 8 742 | 5 406 | 5 031 | 6 238 | 8 034 | 5 015 | 5 966 | 9 654 | 11 150 |

## Service des voyageurs

### Accueil
Halte SNCF, c'est un point d'arrêt non géré (PANG) à accès libre.
Un passage à niveau planchéié permet la traversée des voies et l'accès aux quais.

### Desserte
Caudrot est une halte voyageurs du réseau TER Nouvelle-Aquitaine, desservie par des trains express régionaux de la relation Bordeaux - Langon - Agen (ligne 44).

### Intermodalité
Un parc pour les vélos y est aménagé. Le stationnement des véhicules est possible à proximité de l'entrée de la halte.